# George W. Baxter

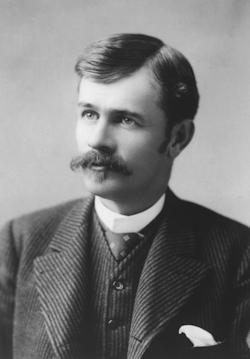
George W. Baxter

George White Baxter (* 7. Januar 1855 in Hendersonville, North Carolina; † 18. Dezember 1929 in Manhattan, New York) war ein US-amerikanischer Politiker (Demokratische Partei).

## Werdegang
Seine Familie zog zwei Jahre nach seiner Geburt nach Knoxville, Tennessee, wo er später die University of Tennessee besuchte. Dann ging er von 1873 bis 1877 auf die Militärakademie in West Point. Als Second Lieutenant diente er dann drei Jahre lang in der 3. US-Kavallerie. Dann verließ er das Militär und zog 1881 nach Wyoming, wo er der Viehzucht nachging.
Präsident Grover Cleveland ernannte ihn 1886 zum Gouverneur des Wyoming-Territoriums. Seinen Amtseid legte er dann am 11. November 1886 ab und hatte das Amt bis zum 20. Dezember 1886 inne. Er vertrat 1889 seinen Staat bei dessen Verfassungskonvent und scheiterte ein Jahr später bei seiner Kandidatur für das Amt des Gouverneurs am Republikaner Francis E. Warren. Baxter kehrte 1892 nach Knoxville zurück, wo er Bank- und Baumwollgeschäften nachging.